# 1982 en football
Cet article présente les faits marquants de l'année 1982 en football.

## Chronologie
- 9 mars : le Liechtenstein dispute son premier match officiel et s'incline 0-1 face à l'équipe de Suisse.
- 19 mars : le Ghana remporte sa quatrième Coupe d'Afrique des Nations (CAN) en battant la Libye en finale, et ce après une séance de Tirs au but. La Zambie prend la 3e place du tournoi en battant l'Algérie.
- 29 mars, Championnat d'Espagne : à Santiago-Bernabéu, le Real Madrid s'impose sur le score de 3-1 face au FC Barcelone.
- 7 mai, Championnat de France : au Stade Marcel-Saupin, le FC Nantes s'impose 6-0 sur les Girondins de Bordeaux. Lors de ce match, les girondins jouent avec un "goal volant", afin de protester contre la suspension de leur gardien par la fédération. C'est Alain Giresse puis Marius Trésor qui sont dans les cages.
- 12 mai : le FC Barcelone remporte la Coupe d'Europe des vainqueurs de coupes en s'imposant 2-1 en finale sur le Standard de Liège. C'est la deuxième Coupe des coupes remportée par le FC Barcelone.
  - Article détaillé : Coupe d'Europe des vainqueurs de coupe 1981-1982
- 15 mai : pour la première fois, en raison du Mundial que l'équipe de France va disputer, il n'est pas prévu que la finale de la Coupe de France soit rejouée en cas d'égalité après prolongation. Le Paris Saint-Germain signe une double première en remportant la Coupe de France en s'imposant aux tirs au but face à l'AS Saint-Étienne. C'est la deuxième finale consécutive jouée par les stéphanois.
- 19 mai : l'IFK Göteborg (Suède) remporte la Coupe de l'UEFA face au Hambourg SV (Allemagne). C'est la première coupe de l'UEFA remportée par un club suédois.
- 26 mai : Aston Villa remporte face au Bayern de Munich la Coupe d'Europe des clubs champions grâce à un but de Peter Withe. C'est la sixième Coupe d'Europe des clubs champions consécutive pour l'Angleterre.
- 13 juin : début de la Coupe du monde qui se déroule en Espagne. En match d'ouverture, l'Argentine, tenante du titre, s'incline sur le score de 0-1 face à la Belgique.
  - Article de fond : Coupe du monde de football 1982
- 25 juin : Match controversé entre l'Allemagne et l'Autriche, avec un score final permettant aux deux équipes de se qualifier pour le second tour de la Coupe du monde aux dépens de l'Algérie.

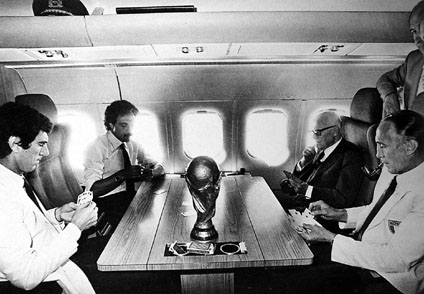
De gauche à droite : Franco Causio, le président italien Sandro Pertini, Dino Zoff et le sélectionneur Enzo Bearzot au retour d'Espagne avec la Coupe du monde.

- 11 juillet : l'Italie remporte la Coupe du monde de football. La RFA se classe deuxième et la Pologne troisième.

- 15 septembre : le PSG dispute son tout premier match européen. Les Parisiens sont opposés au Lokomotiv Sofia en Coupe d'Europe des vainqueurs de coupe.
- 23 septembre : inauguration du Mini Estadi à Barcelone.
- 20 octobre : drame de Loujniki. Un mouvement de foule provoque la mort de 66 personnes dans un stade de Moscou[1].
- 17 novembre : Rudi Völler joue son premier match avec l'équipe d'Allemagne, à l'occasion d'une confrontation face à l'Irlande du Nord. Cette rencontre compte pour les éliminatoires de l'Euro 1984.
- 27 novembre, Championnat d'Espagne : à Santiago-Bernabéu, le Real Madrid s'incline sur le score de 0-2 face au FC Barcelone. Les buts sont inscrits par Esteban Vigo et Quini.

## Champions nationaux
- La Jeunesse sportive de Kabylie remporte le Championnat d'Algérie de football.

## Naissances
Plus d'informations : Liste d'acteurs du football nés en 1982.
- David Bellion, footballeur français.
- Mathieu Bodmer, footballeur français.
- Thierno Bah, footballeur Suisse.
- Antonio Cassano, footballeur italien.
- Petr Čech, footballeur tchèque.
- Jermain Defoe, footballeur anglais.
- Michael Essien, footballeur ghanéen.
- Julien Féret, footballeur français.
- Kaká, footballeur brésilien.
- Kim Källström, footballeur suédois.
- Houssine Kharja, footballeur marocain.
- Philippe Mexès, footballeur français.
- Rodrigo Palacio, footballeur argentin.
- Marc Planus, footballeur français.
- Sébastien Puygrenier, footballeur français.
- José Manuel Reina, footballeur espagnol
- Víctor Valdés, footballeur espagnol.
- Madjid Bougherra, footballeur algérien.
- Helder Postiga, footballeur portugais.
- Thiago Motta, footballeur italien.
- Alberto Gilardino, footballeur italien.
- Joleon Lescott, footballeur anglais.
- Darijo Srna, footballeur croate.
- Landon Donovan, footballeur américain.
- John Mensah, footballeur ghanéen.
- Clément Turpin, arbitre français.

## Principaux décès
Plus d'informations : Liste d'acteurs du football morts en 1982.
- 14 février : décès à 70 ans d'Antonio Casas, joueur espagnol.
- 25 février : décès à 74 ans de Walter Kaiser, joueur franco-allemand.
- 1er juillet : décès à 64 ans de Louis de Sainte de Maréville, joueur puis entraîneur français[2].
- 13 juillet : décès à 61 ans de Joe Maca, international américain.
- 14 septembre : décès à 48 ans de Vladislao Cap, international argentin, puis sélectionneur.
- 3 octobre : décès à 41 ans de Roger Claessen, international belge.
- 20 octobre : décès à 78 ans de Jimmy McGrory, international écossais, recordman du nombre de buts marqués avec le Celtic FC.
- 2 décembre : décès à 74 ans de Giovanni Ferrari, footballeur international italien, puis sélectionneur.
- 8 décembre : décès à 62 ans de Bertus de Harder, international néerlandais.

## Liens
- RSSSF : Tous les résultats du monde